# HMS Lightning (1877)
HMS Lightning — первый миноносец Великобритании и один из первых миноносцев в мире. Честь первенства у него оспаривают русский миноносец «Взрыв».
Миноносец «Лайтнинг» («Молния») был заложен в 1876 году фирмой Джона Торникрофта и спущен в следующем году. Позднее был переименован в «миноносец № 1» (англ. torpedo boat No. 1) и переведён в Портсмут, где назначен в военно-морскую школу Вернон Королевского флота Великобритании в качестве экспериментального судна. Разобран в 1896 году.